# Termas de Diocleciano
Termas de Diocleciano (em latim: Thermae Diocletiani) eram termas da Roma Antiga construídas pelo imperador Maximiano entre 298 e 306 em homenagem ao co-imperador Diocleciano. O projeto foi encomendado quando ele retornou da África no outono de 298 e continuou após a abdicação dos dois já no reinado de Constâncio Cloro, o pai de Constantino. Atualmente o espaço é ocupado por duas igrejas — Santa Maria degli Angeli e dei Martiri e San Bernardo alle Terme — e por uma parte da coleção do Museo Nazionale Romano.

## Localização
As termas ocupavam um terreno elevado no cume nordeste do Viminal, a menor das sete colinas de Roma, vizinho do áger da Muralha Serviana, e era utilizado pela população que residia no próprio Viminal, no Quirinal e no Esquilino. A "Quadriga Pisoniana" (em latim: Quadrigae Pisonis), um monumento do século II com vários relevos, algumas residências e um relevo representando o Templo de Quirino ("Relevo de Don Hartwig") ficavam no local, mas foram demolidos para a construção das termas. O suprimento de água vinha da Água Márcia, um aqueduto do começo do século II, e, possivelmente, pela Água Antoniniana, cuja função original era suprir as Termas de Caracala a partir do começo do século III.

## História
As termas foram encomendadas por Maximiano em honra ao co-imperador Diocleciano em 298, o mesmo ano no qual ele retornou da África. Evidências disto foram encontradas nas estampas dos tijolos da área principal do complexo — conhecida, segundo o "Mirabilia Urbis Romae", como "Palácio de Diocleciano" (em latim: Palatium Diocletiani) — da época de Diocleciano. A construção terminou em algum momento entre a abdicação de Diocleciano e Maximiano, em 305, e a morte de Constâncio Cloro em julho de 306.
O complexo foi reformado:7 e permaneceu em uso até o cerco de Roma em 537, quando os aquedutos romanos foram cortados por ordem do rei ostrogodo Vitiges.
Na década de 1560, o papa Pio IV ordenou a construção de uma basílica em parte do complexo para comemorar os mártires, que, segundo a lenda, morreram durante sua construção, Santa Maria degli Angeli e dei Martiri. Para cuidar dela, ele designou um capítulo cartuxo. Michelangelo recebeu a incumbência de projetar a igreja e ele utilizou as estruturas dos antigos tepidário e frigidário. Ele também planejou um claustro para o capítulo, mas apenas um pequeno claustro perto do presbitério foi construído ocupando partes do natatio. Depois de 1575, a partir do papa Gregório XIII, diversas estruturas remanescentes das termas foram convertidas em depósitos de cereais e azeite para a cidade de Roma:7. Em 1754, este espaço, conhecido como "Granário Papal", foi convertido na igreja de Sant'Isidoro alle Terme, da qual só resta a fachada.
Depois que Roma se tornou parte do Reino da Itália, a sede do governo se mudou para a cidade. Em 1884, os cartuxos abandonaram o capítulo e a área ao redor das termas sofreu grandes mudanças. A gigantesca estação Roma Termini foi construída e o Ministério da Economia italiano também se estruturou na região. Gaetano Koch projetou diversos palácios de frente para a Piazza dell'Esedra (moderna Piazza della Repubblica), destruindo parte da êxedra original. A Via Carnaia separou o ginásio dos restos do muro exterior (que hoje podem ser vistos na Via Parigi). Finalmente, em 1889, o governo italiano criou o Museo Nazionale Romano no complexo das termas e na casa do capítulo:7.

## Descrição
Numa das quatro inscrições localizadas na entrada das Termas de Diocleciano se lê:
— CIL VI, 31242
O complexo como um todo ocupava uma área de cerca de 130 000 metros quadrados:7, uma área similar à das Termas de Caracala. A entrada principal ficava a nordeste. Para o sudoeste estava uma grande êxedra (cujo traçado é hoje o da Piazza della Repubblica). Esta era ladeada por dois grandes edifícios, que possivelmente serviam como biblioteca. Estes, por sua vez, estavam ligadas à duas estruturas circulares, uma delas ocupada pela igreja de San Bernardo alle Terme, e a outra ainda visível no começo da Via del Viminale:7. O bloco central das termas tinha 280 x 160 metros, cerca de 44 800 metros quadrados (o mesmo edifício nas Termas de Caracala ocupava apenas 24 200).

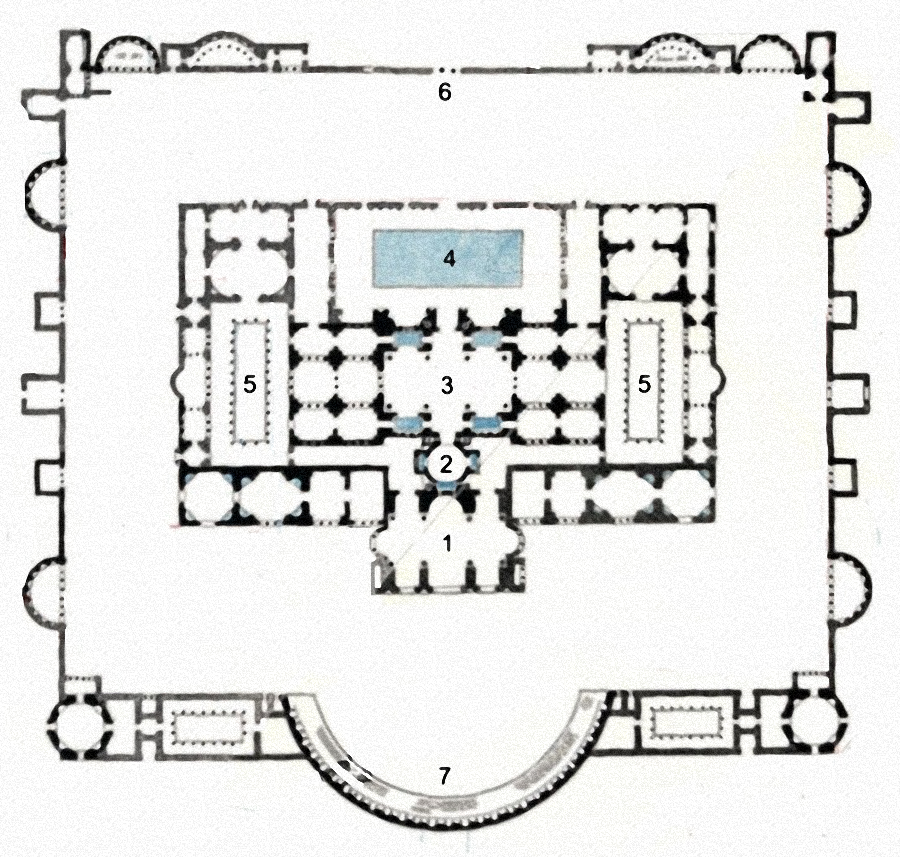
Legenda:1=Caldário
2=Tepidário
3=Frigidário
4=Natatio
5=Palestras
6=Entrada
7=Grande êxedra

Este bloco abrigava um frigidário, um tepidário e um caldário ao longo de um eixo comum, com outros recintos arranjados simetricamente à volta dele. Flanqueando o frigidário estavam dois ginásios ao céu aberto (restos dos quais podem ser vistos na Via Cernaia). Dois recintos octogonais flanqueavam o caldário:7.
Apesar do tamanho similar, a capacidade das Termas de Diocleciano era muito maior do que a das Termas de Caracala, possivelmente como resultado da diferença no tamanho do edifício principal. Segundo Olimpiodoro de Tebas, a capacidade era de cerca de 3 000 pessoas por vez, mas este número é questionado porque ele não relatou como fez essa estimativa.

### Frigidário
A palavra frigidário se origina da palavra latina "frigeo", que significa "estar frio". A proeminência deste recinto e de suas salas laterais revelam a crescente popularidade dos banhos frios nos primeiros anos do século IV em relação aos banhos quentes, o que também pode ser um resultado da escassez de lenha derivada da destruição das florestas vizinhas nesta época. A estrutura consistia de uma piscina e uma quantidade de tanques menores ligados a uma sala principal. A água entrava por um cano ligado a uma cisterna e saía pelo ralo da piscina. Esta água era depois utilizada para levar embora os dejetos das latrinas. O frigidário era utilizado primordialmente para natação ou como piscina fria, dependendo da hora do dia. Normalmente, o usuário passava pelo frigidário depois de passar pelos banhos quentes ou de se exercitar nas palestras. Com base no tamanho gigantesco desta sala, acredita-se que o ambiente era também utilizado como ponto de encontro, uma ideia reforçada pela presença de estátuas e de nichos muito elaborados nas paredes. Nas duas extremidades estavam grandes piscinas rasas, possivelmente utilizadas para banhos ao ar livre.

### Caldário
A palavra caldário vem do latim "caleo", que significa "estar quente". Este recinto era considerado o mais importante das termas e sua função era prover banhos quentes e saunas para os usuários. É possível ainda que ele fosse utilizado para que os usuários recebessem banhos de óleos, antes ou depois do banho, mas, na maior parte dos casos, isto ocorria em uma das salas vizinhas.
O recinto era retangular, com várias salas octogonais localizadas nos cantos e seu desenho parece ter sido inspirado pelas mais antigas Termas de Nero e Termas de Tito, mas em escala muito maior. Numa continuação da estrutura similar a uma basílica do frigidário, havia uma área central coberta por uma abóbada de aresta e três proeminentes absides, o que dava a sensação de uma área mais aberta. Trocadores, conhecidos como apoditérios, estavam posicionados dos dois lados do caldário. Ao longo das laterais também ficavam recintos reservados que se acredita terem servido a diversas funções, incluindo banhos privados, leituras de poesias, discursos etc. Outras áreas ligadas ao caldário eram o jardim, salas de descanso, ginásios e uma êxedra semicircular, também utilizadas para aulas e leituras.

### Bibliotecas
Por analogia com as Termas de Caracala, alguns estudiosos sugeriram que as salas retangulares ligadas à êxedra semicircular seria bibliotecas. Para reforçar esta tese, já se provou que nelas haviam nichos que podiam ser utilizados para armazenar livros e rolos. Referências à presença de uma biblioteca nas Termas de Diocleciano são contraditórias. O autor da "Vida de Probo", na "História Augusta", afirma que parte da Biblioteca Úlpia, que ficava no Fórum de Trajano, estava abrigado nas termas, mas depois faz nova referência à Biblioteca Úlpia. Apesar disto, atualmente acredita-se que de fato existia uma biblioteca no local.

### Estilo arquitetônico
No frigidário, o uso de arcobotantes externas para suportar as abóbadas de aresta é considerado por alguns historiadores como o primeiro exemplo de um sistema de empuxo e contra-empuxo em arquitetura. O complexo como um todo tem sido descrito como evocando o estilo imperial "clássico", especialmente pela forma como ele lida com a "manipulação do espaço": as formas do edifício eram simples e davam a impressão de um espaço interior muito maior. As paredes exteriores eram revestidas de estuque para darem a impressão de construção em pedra, uma técnica comum deste estilo clássico, vista também nas Termas de Constantino, na Basílica Nova e em partes da Ponte Sessoriana.

## Uso atual
Partes da estrutura ainda são ocupadas pela basílica de Santa Maria degli Angeli e dei Martiri e pela igreja de San Bernardo alle Terme. O edifício também abriga uma parte da coleção do Museo Nazionale Romano. Uma das salas octogonais serviu como planetário entre 1928 até a década de 1980:7. O museu fica localizado no que é conhecido como "Claustro de Michelangelo" e em outros edifícios que eram parte do mosteiro cartuxo, além de várias salas ao sul da palestra oriental:11,37,45.